# Musique birmane

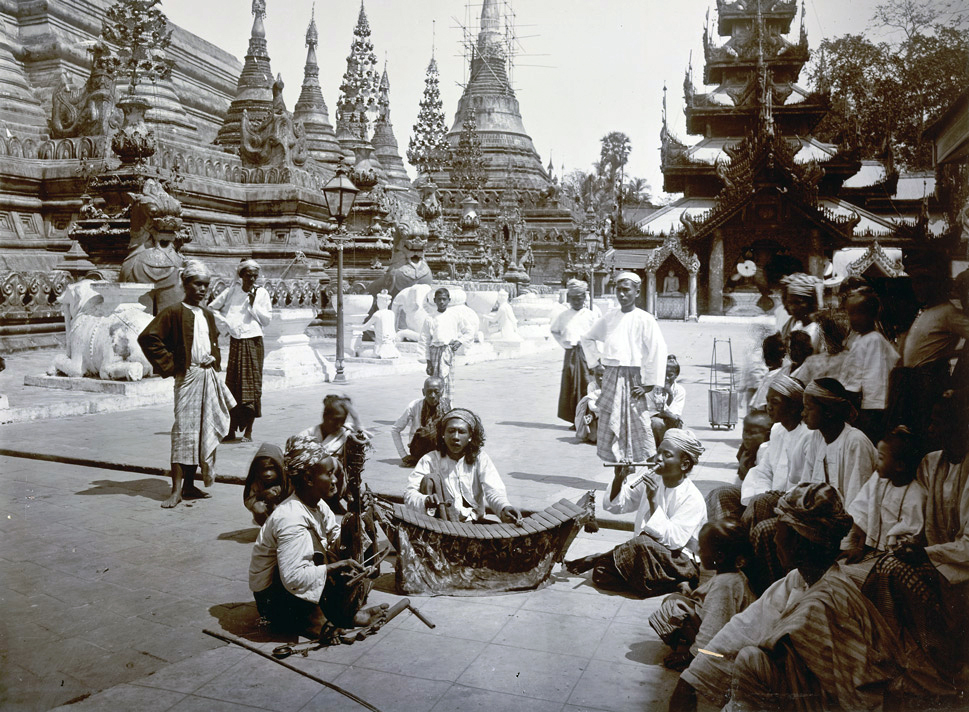
Musiciens birmans à la Pagode Shwedagon de Rangoon, vers 1895.

La musique birmane est un métissage entre les musiques chinoise, indienne et thaïlandaise étant donné la situation de la Birmanie (ou Union du Myanmar).  Remontant au IXe siècle, la harpe birmane (saung) semble être le plus ancien témoin de cette tradition qui dix siècles plus tard voyait lors de la dynastie Konbaung (1752-1885), des musiciens de cour tels la reine Ma Mya Galay, la princesse Hlaing Hteikhaung Tin, le ministre Myawaddy Mingyi U Sa, et le vice-roi de Taungû, Nat Shin Naung. 
La musique classique occidentale semble avoir pris racine à la suite de l'occupation britannique. Les tendances contemporaines et populaires pop, hip-hop, ou rock sont représentées dans les grandes villes auprès de la jeunesse aux alentours des années 2000.

## Musique traditionnelle
La musique traditionnelle birmane est liée aux rituels religieux et aux formes de théâtre traditionnel : nat-pwèet (danse d'invocation des esprits), yok thei pwè (théâtre de marionnettes) et zat kyi (danse de cour). L'ensemble percussif hsaìng waìng, proche du gamelan indonésien, sert à toutes ces occasions. La structure principale de cette musique est similaire à celles du Sud-Est asiatique, avec des rythmes à multiples de quatre temps, 4/4 (na-yi-se), 2/4 (wa-let-se) et 8/16 (wa-let-a-myan), dont le quatrième est accentué.
Le répertoire de la musique traditionnelle consiste en sept cents chants dont les textes forment les Maha Gitá et Gitá Wi thàwdani (ou gita wi htou théni), mais dont les mélodies pentatoniques sont transmises oralement de maître à disciple depuis le XVIIe siècle. 
Les instruments sont joués sur une échelle musicale de sept notes associées avec un animal, censé produire le son, par une opération chamanique :
- Usabha, ton produit par la vache, ré (Khunhit pauk) ;
- Phevata, ton produit par le cheval, la (Thone pauk) ;
- Chajja, ton produit par le paon, do (Tapauk) ;
- Gandhara, ton produit par la chèvre, mi♭ (Chauk pauk) ;
- Majjhima, ton produit par la grue, fa# (Nga pauk) ;
- Panzama, ton produit par le coucou, sol (Lay pauk) ;
- Nisada, ton produit par l'éléphant, si♭ (Ngha pauk).

Chaque ton peut être altéré (bémol, dièse ou naturel), ce qui offre 21 combinaisons. Les lignes mélodiques sont variables d'un musicien à l'autre. L'harmonie n'est pas recherchée, mais la variation.

### Ensemblehsaing waing
Son nom dérive de son instrument principal, le pat waing, consistant en un ensemble de 21 tambours placés sur un socle en cercle, à l'intérieur duquel un seul musicien (saing saya) prend place. Il comporte en outre les carillons kyi waing, un maung hsaing, les hautbois nhai, des flûtes et des tambours. C'est un grand ensemble sonore pour la musique d'extérieur. Il intervient lors de fêtes calendaires religieuses ou non, à partir du répertoire vocal traditionnel.

### Ensemblekyì waìng
Son nom vient aussi de son instrument principal consistant en un ensemble de gongs sur un socle en cercle. Il est accompagné de hautbois, tambours et cymbales.

## Musique folklorique
La musique folklorique issue des diverses ethnies peut être classée en trois catégories dominées par les rythmes de gongs : celle des tribus kachin influencées par les hymnes chrétiens ; celle des tribus bouddhistes shan, liées à des groupes thaïs, avec des musiques de gongs, flûte et orgue à bouche ; celle des tribus karen qui subissent aussi l'influence chrétienne.

## Musique populaire
À la suite de l'occupation britannique et de l'influence occidentale, le piano est adapté au jeu de la musique traditionnelle dans les années 1930, imitant les techniques du patala et de la saung. Gita Lulin Maung Ko Ko (U Ko Ko) en est l'interprète emblématique. Dans les années 1960, Jimmy Jack, plus connu pour son Lwun Bwel Lashio Thein Aung, enregistre I Find a Love. Les personnes âgées sont fort éprises de la musique classique occidentale.
Les jeunes subissent aussi l'influence des tendances modernes rock et punk rock, avec des groupes tels Iron Cross, Emperor et BigBag. Les adolescents ne jurent que par le hip-hop et le rap, avec des artistes tels Yelay, Sai-Sai, J-me, Shwe Htike, Khin Phone et No. 
Dès l'assouplissement des règles de censure dans le pays en 2000, de nouveaux groupes pop voient le jour où tout le monde peut composer, enregistrer et interpréter de la musique birmane originale, comme Electronic Machine, Playboy, ELF Myanmar et the King. En août 2012, la censure de l'État sur la musique est officiellement abolie. La seule censure gouvernementale qui subsiste sur la musique est la censure vidéo. Chacun peut donc publier ce qu'il veut. Cette situation conduit de nombreux membres de la Myanmar Music Association, qui vient d'être reconstituée, à réfléchir à la mise en place d'un système de classification pour lutter contre certains « mots grossiers » contenus dans la musique et susceptibles de ne pas convenir à tous les âges.
Après des décennies de clandestinité, une scène musicale punk rock et heavy metal, petite mais durable, est de plus en plus visible en Birmanie, s'inspirant de nombreux groupes punk occidentaux classiques des années 1970 et 1980 et de Modern Metal. Dans le film documentaire allemand Yangon Calling, sorti en 2012, les réalisateurs Alexander Dluzak et Carsten Piefke filment secrètement pendant six semaines la vie des punks birmans, documentant tout, des rencontres avec les amis et la famille aux répétitions et au tournage de concerts secrets.
Quant au heavy metal, la scène se développe régulièrement mais reste moins populaire que la musique grand public. Bien qu'il y ait très peu de groupes de metal en Birmanie, la société des aficionados du métal est unie et soutient le black metal, le thrash metal et le death metal. Les reprises birmanes (en particulier d'Asie) représentent les débuts de la pop dans le pays, les artistes enregistrant et interprétant des copy tunes, c'est-à-dire des reproductions de chansons pop internationales interprétées en birman. Des chanteurs comme Min Min Latt ouvrent la voie à d'autres artistes comme la version birmane de Lady Gaga, Phyu Phyu Kyaw Thein (en),, R Zarni (en) et Sai Sai Kham Leng (en).

## Instruments traditionnels

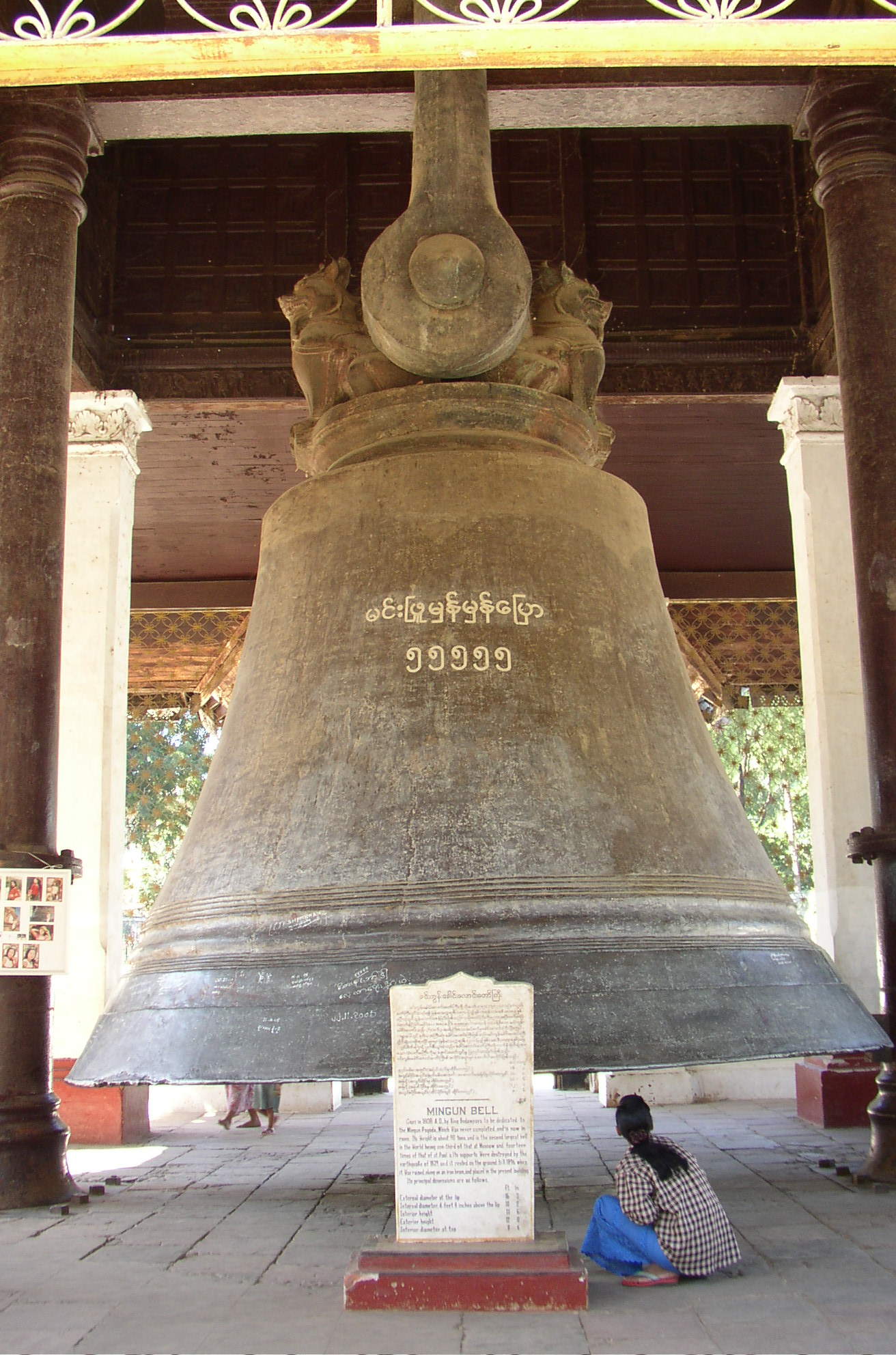
Cloche de Mingun, près de Sagaing.

Ils sont classés en six groupes (mais pour des raisons d'harmonies nous gardons les distinctions occidentales) : kyei (métallophones), thay-ye (membranophones), kyo (cordes), lei (vents), let-ko (claves), et patala (xylophones).
Les percussions comprennent : battala, batt kine, bongyi, bonshe, bontoe, byauk ou byaw, chauk lòn bat, chu, dobat, hpà si ou pat waing., hta bone pone pon, kaung laung, kha daekha bart,  kyaw, kyey naung, kyey se, kyì waìng ou kyì-naung, linkwin, maung, maung zaìng ou maung hsaing,  oozi, paku, pat má, pat waing, sa khunt ou sahkun, se, sì, sitoe, swei lei, tangyaung, teta maung, ton patala, ton wa, wa letkhoke, wa maung, wa patala, et yagwìn. Les instruments à vents comprennent : hnyin, hne ou nhai, kato, khayar, khayu thin, khanwe, palwei, et talutt. Les instruments à cordes comprennent : aung, graw, mi gaung (ou kyam), saùng gauk , tayaw], et t'na.